# Gloria Stuart
Gloria Frances Stuart, född Stewart 4 juli 1910 i Santa Monica, Kalifornien, död 26 september 2010 i Brentwood, Contra Costa County, Kalifornien, var en amerikansk skådespelare.
Stuart var stjärna i en rad Hollywood-filmer under 1930-talet efter en del scenerfarenhet. Sedan hon dragit sig tillbaka från filmerna i mitten av 1940-talet ägnade hon sig åt att måla och framträdde med en populär one-woman show i bland annat New York 1961.
Stuart gjorde comeback under 1970-talet i flera TV-filmer. En av hennes mest kända roller kom på äldre dagar; som den 100-åriga överlevande kvinnan som berättar om sin historia i filmen Titanic, för vilken hon nominerades för en Oscar. Hon var den äldsta kvinna som Oscarsnominerats och hon var även den första Oscarsnominerade som sedermera fyllde 100 år.
I sitt andra äktenskap var hon gift med manusförfattaren Arthur Sheekman, från 1934 fram till makens död 1978. Gloria Stuart avled den 26 september 2010, vid 100 års ålder. 

## Filmografi i urval
- Överraskade av natten (1932)
- Den osynlige mannen (1933)
- Alle man på däck (1934)
- Gold Diggers 1936 (1935)
- Fången på hajarnas ö (1936)
- Miss America (1938)
- De tre musketörerna (1939)
- Goebbels och kvinnorna (1944)
- The Whistler (1944)
- Flood! (1976; TV-film)
- Berusad av framgång (1982)
- Shootsown (1988; TV-film)
- Titanic (1997)
- The Million Dollar Hotel (2000)
- Land of Plenty (2004)